# توان‌سنج میکروموج

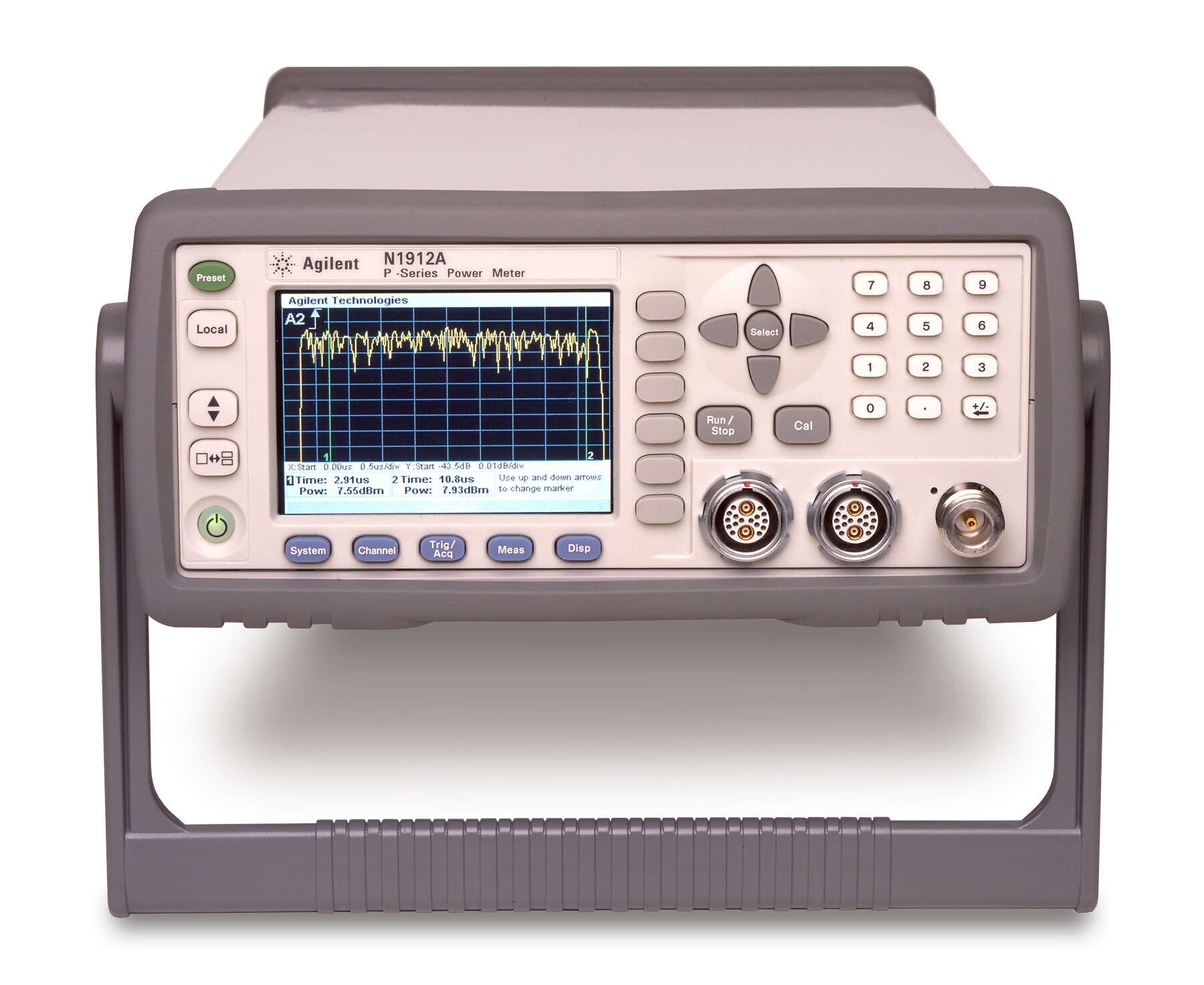

توان‌سنج میکروموج یک وسیلهٔ اندازه‌گیری است که توان الکتریکی ریزموجها را در بازه فرکانسی ۱۰۰ مگاهرتز تا ۴۰ گیگاهرتز را اندازه‌گیری می‌کند.
توان‌سنج میکروموج پهنای باند گسترده‌ای دارد.

## فناوری سنسور
از فناوری‌های گوناگونی در این نوع وسیلهٔ اندازه‌گیری استفاده می‌شود که هر کدام مزایا و مضراتی دارند.